# Neuendorf, Solothurn
Neuendorf är en ort och kommun i distriktet Gäu i kantonen Solothurn, Schweiz. Kommunen har 2 404 invånare (2023).